# Zaki al-Arsuzi

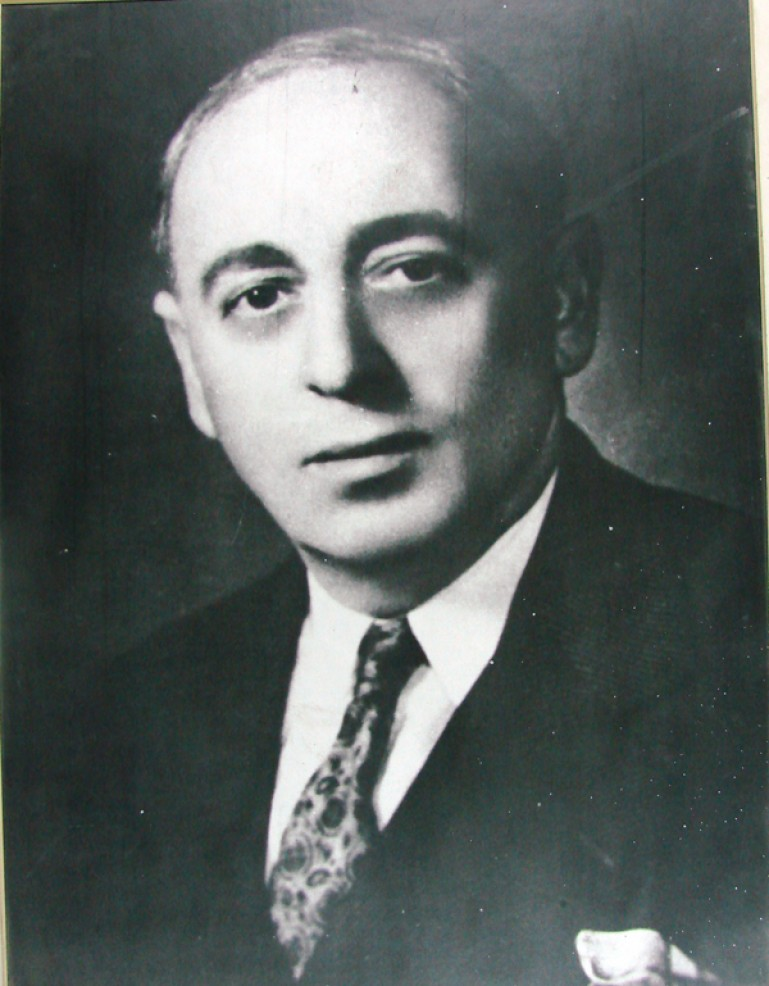
Al-Arsūzī antes de 1939

Zaki al-Arsuzi (em árabe : زكي الأرسوزي; Latakia, junho de 1899 – Damasco, 02 de julho de 1968) foi um filósofo, filólogo, sociólogo, historiador sírio e  nacionalista árabe. Suas idéias desempenharam um papel significativo no desenvolvimento do Baathismo e seu movimento político. Ele publicou vários livros durante sua vida, sendo o mais notável The Genius of Arabic in its Tongue em 1943.
Nascido em uma família de classe média em Latakia, na Síria, al-Arsuzi estudou na Sorbonne, onde se tornou interessado em nacionalismo. Em 1930, ele retornou para a Síria, onde se tornou um membro da Liga de Ação Nacional (LNA). Em 1938 ele se mudou para Damasco por causa de sua desilusão com o trabalho do partido. La criou um grupo formado por alunos de escolas secundárias que em sua maioria discutiam a história da Europa, o nacionalismo e a filosofia. Em seu retorno para a Síria, em novembro de 1940, criou um novo partido, o Arab Ba'ath; em 1944, no entanto, a maioria dos seus membros o tinha deixado unindo-se ao Arab Ba'ath Movement, fundado por Michel Aflaq e Salah al-Din al-Bitar que subscrevia uma doutrina quase idêntica. 
Em 1947, os dois movimentos se fundiram, formando um único Partido Baath. Apesar da fusão, Al-Arsuzi não compareceu a sua conferência de fundação. Durante o resto da década de 1940 e 1950, al-Arsuzi ficou fora da política e trabalhou como professor.

## Pensamento de Al-Arsuzi
O pensamento central de Al-Arsuzi era a unificação da nação árabe. Ele acreditava que a nação árabe podia traçar suas raízes para o período pré-islâmico e no inicial período islâmico da história árabe.  A única maneira de criar uma nova nação árabe na Idade Moderna era restabelecer um elo entre os povos árabes do passado e os do presente através da linguagem, o único verdadeiro remanescente da antiga identidade árabe. Em suma, a linguagem era a chave para recuperar o que tinha sido perdido e revigorar a identidade árabe. Al-Arsuzi acreditavam que os árabes perderam a sua identidade comum quando permitiram que os não-árabes participassem no governo. O resultado foi que várias leis tinham características não-árabes, e outras mudanças trazidas por estes tinham enfraquecido a identidade árabe.

## Trabalhos selecionados
- The Genius of Arabic in Its Tongue (published 1943)
- Al-Umma al-Arabiyya (English: The Arab World, published 1958)
- Mashakiluna al-Qawmiyya (English: Our Nationalist Problems, published 1958)